# Liste chronologique d'écrivains australiens nés à partir de 1950
Cette liste, chronologique, non exhaustive, des écrivains recensés en Australie, comprend de nombreux anglophones originaires d’autres pays (binationaux, résidents, exilés, expatriés, réfugiés, etc.) et d’Australiens expatriés, revendiquant (pour partie) leur appartenance à l’Australie.
Les femmes sont très présentes dans cette liste, à toute période.
La liste est scindée en deux par commodité : voir Liste chronologique d'écrivains australiens (nés avant 1950).

## 1950
- Kaye Aldenhoven (1950 ?), poétesse
- Jack Bedson (en) (1950-), poète, auteur (enfance)
- Charles Buckmaster (en) (1950-1972), poète
- Janine Burke (1950 ?), historienne d’art, romancière (jeunes adultes)
- John Forbes (écrivain) (en) (1950-1998), poète
- Kate Grenville (1950-), nouvelliste, romancière
- Ian Irvine (1950-), romancier
- John Marsden (1950-2024), romancier
- Meaghan Morris (en) (1950-), universitaire, essayiste
- Deborah Niland (en) (1950-), artiste, auteure (enfance), illustratrice
- Mietta O'Donnell (en) (1950-2001), cheffe, auteure (cuisine)
- Daniel O'Malley (1950-), aborigène, romancière, nouvelliste, activiste (droits aborigènes)
- Philip Salom (en) (1950-), poète, romancier
- Andrew Sant (en) (1950-), poète, essayiste
- Nicolette Stasko (en) (1950-), poétesse, romancière
- Alexis Wright (1950-), romancier
- Komninos Zervos (en) (1950-), poète, performeur, enseignant
- Jenny Boult (en) (1951-2005), poétesse, dramaturge, éditrice
- Peter Doyle (1951-) poète, traducteur
- Susan Duncan (en) (1951-), journaliste, éditrice, auteure
- Stephen Edgar (en) (1951-), poète, éditeur
- Peter Goldsworthy (en)) (1951-), médecin, poète, romancier, nouvelliste
- Jane R. Goodall (1951-), romancière (roman policier)
- Robert Harris (en) (1951-1993), poète
- Susan Hawthorne (en) (1951-), auteure, poétesse, commentatrice politique, éditrice
- Terry Hayes (1951-), romancier
- Mark Henshaw (1951-), romancier
- Jill Jones (auteure) (en) (1951-), poétesse
- Laura Jones (auteure) (en) (1951-), scénariste
- Marcia Langton (1951-), universitaire, aborigène, anthropologue, géographe
- Jean Kent (écrivaine) (en) (1951-), poétesse
- Sally Morgan (artiste) (1951-), dramaturge, auteure (enfance, jeunesse), autobiographe
- Pi O (en) (1951-), poète
- Noel Rowe (en) (1951-2007), poète
- Lian Tanner (en) (1951-), auteure (enfance)
- Ania Walwicz (en) (1951-2020), artiste visuelle, poétesse, dramaturge, performeuse
- Suzanne Falkiner (en) (1952-), auteure, biographe, essayiste
- John Foulcher (en) (1952-), poète, enseignant
- Gregory David Roberts (1952-), romancier
- Joses Tuhanuku -1952-), homme politique des Solomon, essayiste
- David Brooks (écrivain) (en) (1953-), nouvelliste, romancier, poète, essayiste
- Ross Clark (en) (1953-), poète
- John Dale (1953-), romancier
- Alexandra Joel (en) (1953-), auteure, journaliste, biographe, romancière
- Ian McBryde (en) (1953-), poète
- Shane Maloney (1953-), romancier
- Chris Mansell (en) (1953-), poétesse, éditrice
- Chris Nyst (1953-), romancier
- Rob Walker (écrivain) (en) (1953-), poète
- Dave Warner (1953-), romancier
- Peter Bakowski (en) (1954-), poète
- Kerry Greenwood (1954-), romancier
- Kevin Hart (écrivain) (en) (1954-), théologien, philosophe, poète
- Adrian Hyland (1954-), romancier
- Dorothy Porter (en) (1954-2008), poétesse
- Stephanie Radok (en) (1954-), artiste, critique d’art, curatrice d’expositions
- Marian Wilkinson (1954-), journaliste, reporter, éditrice
- Geraldine Brooks (1955-), romancière
- Adrian Caesar (en) (1955-), poète, romancier, essayiste
- Rosalie Ham (en) (1955-), romancière
- Jennifer Harrison (en) (1955-), poétesse
- Linda Jaivin (en) (1955-), traductrice, essayiste, romancière
- Gail Jones (1955-), romancière, nouvelliste, essayiste
- Carol Liston (en) (1955 ?), historienne
- Peter Rose (écrivain) (en) (1955-), poète, mémorialiste, critique, romancier, éditeur
- Ouyang Yu (en) (1955-), universitaire, traducteur, poète
- Cory Taylor (en) (1955-2016), romancière, scénariste
- Joanne van Os (en) (1955-), mémorialiste, auteure (enfance, adultes)
- Les Wicks (en) (1955-), poète, éditeur
- Angela Woollacott (en) (1955-), historienne
- Judith Beveridge (en) (1956-), universitaire, poétesse, éditrice
- Barbara Biggs (en) (1956-), journaliste, activiste sociale, essayiste
- Susan Johnson (auteure) (en) (1956-), journaliste, essayiste, nouvelliste
- Kerry Reed-Gilbert (en) (1956-2019), poétesse, éducatrice, éditrice, activiste (droits aborigènes)
- Stephen Kenneth Kelen (en) (1956-), poète, éducateur
- John Leonard (écrivain) (en) (1956-), poète
- Gig Ryan (en) (1956-), poétesse
- Julianne Schultz (en) (1956-), universitaire, essayiste, media manager, éditrice
- Nick Cave (1957-), musicien, acteur, romancier
- Louise Crisp (en) (1957-), poétesse
- Liam Davison (1957-2014), romancier
- Michelle de Kretser (en) (1957-), romancière
- Sara Douglass (1957-), romancière
- Alan Jefferies (en) (1957-), poète, auteur (enfance)
- Anthony Lawrence (écrivain) (en) (1957-), poète
- Karen Attard (en) (1958-), romancière, nouvelliste
- Sarah Day (en) (1958-), poétesse, enseignante
- Robyn Eckersley (1958-), universitaire
- Lionel Fogarty (en) (1958-), aborigène, poète, activiste politique
- Steven Herrick (en) (1958-), poète, auteur (enfance, jeunesse)
- Paul Hetherington (en) (1958-), poète, universitaire
- Christopher Kelen (en) (1958-), poète, universitaire, romancier
- Susan Parisi (en) (1958-), romancière (horreur)
- Marcella Polain (en) (1958-), poétesse, nouvelliste, romancière
- Fiona Wood (auteure) (en) (1958-), auteure (jeunesse)
- Leigh Blackmore (en) (1959-), romancier (horreur), occultiste, poète, musicien, critique, éditeur
- Merlinda Bobis (en) (1959-), universitaire, poétesse, nouvelliste, romancière
- Marianne Curley (1959-), romancière
- Philip Hodgins (en) (1959-1995), poète
- Mike Ladd (écrivain) (en) (1959-), poète, présentateur radio
- Tatjana Lukić (en) (1959-2018), poétesse, éditrice
- Katherine Scholes (1959-), romancière
- Amanda Stewart (en) (1959-), poétesse, performeuse

## 1960
- Adam Aitken (en) (1960-), poète
- Richard James Allen (en) (1960-), poète, danseur, acteur, cinéaste
- Catherine Bateson (en), écrivaine, romancière, nouvelliste
- Shane Dix (1960-), romancier
- Michel Faber (1960-), romancier
- Frieda Hughes (1960-), peintre, poétesse
- Glenda Larke (1960 ?), romancière (fantasy)
- Margo Lanagan (1960-), romancière
- Glenda Larke 1960 ?-), romancière
- Kate Lilley (en) (1960-), poétesse, universitaire
- Fiona McIntosh (1960-), romancière
- Mary-Louise O'Callaghan (en) (1960 ?), journaliste, auteure
- Narelle Oliver (en) (1960-2016), artiste, illustratrice (enfance)
- Michael Robotham (1960-), romancier
- Dipti Saravanamuttu (en) (1960-), poétesse, universitaire
- Tim Winton (1960-), romancier
- Jordie Albiston (en) (1961-), poétesse
- Jane Alison (en) (1961-), romancière
- Lisa Bellear (1961-2006), aborigène, poétesse, comédienne, photographe, porte-parole, activiste
- Ursula Dubosarsky (en) (1961-), romancière (enfance, adolescence), dramaturge
- Greg Egan (1961-), romancier
- Richard Flanagan (1961-), romancier
- Simone Lazaroo (en) (1961-), romancière
- Andrew Masterson (1961-), romancier
- Karen Miller (1961-), romancière
- Caiseal Mór (1961-2023), romancier
- DBC Pierre (1961-), romancier
- Gillian Polack (en) (1961-), romancière (histoire), nouvelliste, éditrice
- Bunty Avieson (1962-), universitaire, journaliste, romancière (roman policier)
- Alison Croggon (en) (1962-), poétesse, dramaturge, romancière (fantasy), librettiste
- Charmaine Papertalk Green (en) (1962-), artiste visuelle, poétesse, aborigène
- Emma Lew (en) (1962-), poétesse
- Wendy Lewis (en) (1962-), essayiste, dramaturge
- Maxine McArthur (en) (1962-), romancière (SF), nouvelliste
- Joanna Murray-Smith (en) (1962-), scénariste, dramaturge, romancière, librettiste, éditorialiste
- Jen Saunders (en) (1962-), poète, peintre, musicien-chanteur
- Mark Tredinnick (en) (1962-), enseignant, poète, essayiste
- M. T. C. Cronin (en) (1963-), poétesse
- Cate Kennedy (en) (1963-), romancière, poétesse
- John Kinsella (écrivain) (en) (1963-), poète
- Emmelene Landon (1963-), romancière
- Garth Nix (1963-), romancier
- Jacqueline Pascarl (en) (1963-), auteure, défenseure des droits parentaux
- Brendan Ryan (poet) (en) (1963-), poète
- Donna Williams (1963-2017), autiste, autobiographe
- Georgia Blain (en) (1964-2016), journaliste, biographe, romancière
- Richard Hillman (écrivain) (en) (1964-), poète
- Gillian Mears (en) (1964-2016), nouvelliste, romancière
- Tony Park (1964-), romancier
- Elliot Perlman (1964-), romancier
- Sue-Ann Post (en) (1964-), comédienne, activiste LGBT, autobiographe
- Heather Rose (en) (1964-), romancière
- Tracy Ryan (writer) (en) (1964-), poétesse, romancière
- Eva Sallis (en) (1964-), romancière, poétesse, chercheure
- Liz Winfield (en) (1964-), poétesse, éditrice
- Morgan Yasbincek (en) (1964-), poétesse, romancière, universitaire
- J. C. Burke (1965-), romancière (roman policier)
- Tug Dumbly (en) (1965-, Georg Forrester), poète, performeur, musicien
- Michael Farrell (écrivain) (en) (1965-), poète
- Yang Hengjun (1965-), romancier
- Coral Hull (en) (1965-), artiste, photographe, poétesse, medium, autiste
- Fiona McGregor (en) (1965-), performeuse, romancière
- Melina Marchetta (en) (1965-), enseignante, romancière (jeunesse)
- David Musgrave (en) (1965-), poète, romancier, critique, éditeur
- Noel Pearson (1965-), avocat, militant des droits des aborigènes
- Christos Tsiolkas (1965-), romancier
- Hilary Bell (écrivaine) (en) (1966-), scénariste, dramaturge
- Lucy Dougan (en) (1966-), poétesse
- Anna Funder (1966-), romancière
- Nikki Gemmell (1966-), romancier
- Alison Goodman (1966-), romancière (roman policier), nouvelliste
- Wendy James (1966-), romancier
- Malcolm Knox (1966-), romancier
- Rebecca Johnson (auteure) (en) (1966), auteure (enfance)
- Toni Jordan (en) (1966-), romancière
- Andrew McGahan (1966-2019), romancier
- Liane Moriarty (1966-), romancière (adulte, jeunesse)
- Kim Wilkins (en) (1966-), romancière (jeunesse, adultes)
- Keri Arthur (1967-), romancière
- James Bradley (1967-), romancier, nouvelliste, poète
- Lidija Cvetkovic (en) (poétesse)
- Justine Larbalestier (1967-), romancière (jeunes adultes), essayiste
- Melissa Lucashenko (1967-), romancière, essayiste
- David McCooey (en) (1967-), poète, musicien, universitaire, critique
- Greg McLaren (en) (1967-), poète
- Joanne Nova (en) (1967-), blogueuse
- Sean Williams (1967-), romancier
- Catherine Deveny (en) (1968-), comédienne de stand-up, journaliste, dramaturge
- Sonya Hartnett (1968-), romancière
- Anita Heiss (1968-), auteure, aborigène, poétesse, activiste culturelle, journaliste
- Paul Mitchell (écrivain) (en) (1968-), poète, performeur, nouvelliste
- Jaclyn Moriarty (en) (1968-), romancière (jeunesse)
- Kate Orman (en) (1968-), romancière (SF), nouvelliste
- Chris Womersley (1968-), romancier
- Larissa Behrendt (1969-), juriste, réalisatrice, défenseure des droits des aborigènes
- Trudi Canavan (1969-), romancière
- Justin Clemens (en) (1969-), universitaire, philosophe, psychanalyste, poète
- Joel Deane (en) (1969-), poète, romancier, porte-plume
- B. R. Dionysius (en) (1969-), poète, éditeur, éducateur
- Fotini Epanomitis (en) (1969-), romancière
- Emma Jane (en) (1969-, Emma Tom), journaliste, musicienne, chanteuse, romancière
- Mireille Juchau (en) (1969-), romancière
- Bronwyn Lea (en) (1969-), poétesse, universitaire, éditrice

## 1970
- Arabella Edge (en) (1970 ?), universitaire, romancière
- Tug Dumbly (en) (1970 ?, alias Geoff Forrester), poète, performeur, musicien
- Rebecca James (auteure) (en) (1970-), romancière (jeunes adultes)
- Jayne Fenton Keane (en) (1970-), poétesse, performeuse
- Julia Leigh (1970-), romancière, scénariste, réalisatrice
- Catharine Lumby (en) (1970 ?), universitaire, journaliste, essayiste
- Alana Mann (en) (1970 ?), universitaire, activiste (alimentation)
- Sudesh Mishra (en) (1970 ?), poète, universitaire
- Caroline Overington (en) (1970-), journaliste, essayiste, romancière
- Hoa Pham (en) (1970 ?), romancière (enfance), nouvelliste
- Elise Valmorbida (en) (1970 ?), graphiste, directrice artistique, écrivaine
- Julienne van Loon (en) (1970-), universitaire, romancière
- Vikki Wakefield (en) (1970-), romancière (jeunesse)
- Dallas Winmar (en) (1970 ?), dramaturge, scénariste
- Tanya Levin (en) (1971-), travailleuse sociale, féministe, athée, activiste, essayiste
- John Mateer (en) (1971-), poète
- Ellen Whinnett (en) (1971-), journaliste, reporter, éditrice, commentatrice
- Brentley Frazer (en) (1972-), poète, romancier expérimental, essayiste
- Tim Sinclair (en) (1972-), auteur (jeunesse), poète
- Steve Toltz (1972-), romancier
- Michelle Vogel (en) (1972-), biographe
- Samuel Wagan Watson (en) (1972-), poète, aborigène
- Melissa Ashley (en) (1973-), romancière
- Max Barry (1973-), romancier
- Michael Brennan (écrivain) (en) (1973-), poète
- Jay Kristoff (1973-), romancière
- Maria Takolander (en) (1973-), poétesse, nouvelliste, essayiste
- Alyssa Brugman (1974-), auteur jeunes adultes
- Van Badham (1974-), activiste, dramaturge, romancière
- Anna Goldsworthy (en) (1974-), pianiste, enseignante, essayiste
- Cassie Layne Winslow (en) (1974-), actrice, poétesse
- Bel Schenk (en) (1975-), poète
- Aidan Coleman (écrivain) (en) (1976-), poète, porte-plume
- Kate Morton (1976-), romancière
- Stuart Barnes (auteur) (en) (1977-), poète
- Leigh Redhead (1977-), romancier
- Fiona McFarlane (en) (1978-), romancière, nouvelliste
- Jaya Savige (en) (1978-), poète
- Holly Throsby (1978-), auteure-compositeur-interprète, romancière
- Maxine Beneba Clarke (en) (1979-), nouvelliste, poétesse, auteure
- Benjamin Frater (en) (1979-2007), poète
- James Clancy Phelan (1979-), romancier

## 1980
- Elizabeth Allen (auteure) (en) (1980 ?), poétesse
- Ivy Alvarez (en) (1980 ?), poétesse, éditrice, critique
- Asphyxia (écrivaine) (en) (1980 ?), artiste, activiste, marionnettiste, écrivaine
- Elizabeth Campbell (écrivaine) (en) (1980 ?), poétesse
- A.J. Carruthers (en) (1980 ?), poète expérimental, critique littéraire
- Eileen Chong (en) (1980-), poétesse
- Jessica Dettmann (en) (1980 ?), performeuse, auteure
- Ceridwen Dovey (1980-), romancière
- Sulari Gentill ( ?1980), romancière (roman policier)
- Jane Harper (1980-), romancière
- Fiona Hile (en) (1980 ?), poétesse, critique littéraire
- Sarah Krasnostein (en) (1980 ?), juriste, essayiste
- Abie Longstaff (en) (1980 ?), auteure (enfance)
- Siobhán McHugh (en) (1980 ?), universitaire, conférencière, journaliste, auteure, critique
- Mary-Anne O'Connor (en) (1980 ?), romancière, journaliste
- Tracy Sorensen (en) (1980 ?), universitaire, romancière, journaliste indépendante, vidéaste, blogueuse
- Emma Viskic (1980 ?- ), romancière
- Margaret Wilson (auteure) (en) (1980 ?), écrivaine de scripts pour la télévision
- Evie Wyld (1980-), romancier
- Alice Pung (en) (1981-), romancière (jeunesse)
- Sarah Bailey (1982-), romancière
- Sarah Holland-Batt (en) (1982-), poétesse, critique littéraire, universitaire
- Tara June Winch (1983-), romancière, essayiste, reporter
- Bella Li (en) (1983-), poétesse
- Candice Fox (1985-), romancier
- Hannah Kent (1985-), romancière
- Jessica Townsend (1985-), romancière (low fantasy)
- Jack Heath (1986-), romancier
- Anne Kellas (en) (1986-), poétesse, critique, éditrice
- Alice Eather (en) (1988-2017), poétesse, aborigène, slameuse, enseignante, environnementaliste
- Grace Jennings-Edquist (en) (1988-), reporteure, présentatrice de télévision
- Alice Eather (en) (1989-), slameuse, poétesse, activiste (environnement)

## 1990
- Cassandra Atherton (en) (1990 ?), poétesse
- Sophie Gonzales (auteure) (en) (1992-), psychologue, romancière (jeunes adultes)
- Robbie Coburn (en) (1994-), poète, nouvelliste